# Chiritopsis lingchuanensis
Chiritopsis lingchuanensis är en tvåhjärtbladig växtart som beskrevs av Yan Liu och Y.G. Wei. Chiritopsis lingchuanensis ingår i släktet Chiritopsis och familjen Gesneriaceae. Inga underarter finns listade i Catalogue of Life.